# 假说
假说（英語：Hypothesis），即指按照预先设定，对某种现象进行的解释，即根据已知的科学事实和科学原理，对所研究的自然现象及其规律性提出的推测和说明，而且數據經過詳細的分類、歸納與分析，得到一個暫時性但是可以被接受的解釋。任何一种科学理论在未得到实验确证之前表现为假设学说或假说。
科研人員最好能夠提出不止一個假設去解釋觀測到的現象，否則同行其他科學家也通常會提出不同解釋，這樣往往會出現激烈的科學爭論。一種假設經廣泛嚴格審查且其他與其相反的觀點被淘汰後，該假設即可考慮作爲學說。
有的假设还没有完全被科学方法所证明，也没有被任何一种科学方法所否定，但能够产生深远的影响。如1900年德国物理学家马克斯·普朗克为解决黑体辐射谱而首先提出量子论（量子假说），1913年丹麦物理学家尼尔斯·玻尔提出的玻尔原子理论大大推进了现代物理学发展进程。

## 著名的假說

### 數學
- 黎曼猜想
- 連續統假設
- 遍歷理論

### 統計學
- 假說檢定
- 虛無假說
- 對立假說

### 物理學
- 以太理論、狹義相對論
- 萬有引力
- 遍歷理論
- 牛頓運動定律
- 暗物質
- 大爆炸理論
- 各種月球的起源

### 化學
- 亞佛加厥定律

### 生物學
- 無生源論
- 災變論、均變論
- 拉馬克主義（「獲得性遺傳」和「用進廢退說」）
- 自然選擇（天擇）

### 经济学
- 库兹涅茨假说